# Бореолестес лесной
Бореолестес лесной (лат. Boreolestes sylvestris) — вид лёгочных улиток из семейства тригонохламидид (Trigonochlamydidae) отряда стебельчатоглазых. Включён в Красную книгу Краснодарского края. Статус 2 — «Уязвимый».
Небольшие слизни с удлинённо-овальным, округлым в поперечном сечении телом. Окраска мантии и передней части фиолетово-серая, кожа боковых участков тела светлая, тонкая. Размеры: длина 8,0—10,0 мм, ширина 1,7—3,0 мм, высота 2,8—3,9 мм, длина мантии 6,0—7,0 мм, ширина мантии 3,0—3,8 мм.
Обитает только на Западном Кавказе. Реликтовый вид палеогенового периода. Ведёт скрытный образ жизни. Населяет верхний слой почвы и листовой опад в переувлажнённых участках ненарушенных пихтово-буковых лесов с примесью самшита.
Локально распространённый стенобионтный вид. Крупных скоплений не образуют. Численность вида подвержена значительным колебаниям в зависимости от степени засушливости тёплого периода. Численность вида ограничивают любые формы хозяйственной деятельности и рекреации, приводящие к нарушению биоценозов.
Необходимы дополнительные меры охраны: включение в перечень охраняемых объектов Кавказского заповедника и особо охраняемой природной территории «Гуамское ущелье», ограничение рекреационной нагрузки и запрет любой хозяйственной деятельности непосредственно в местах обитания.